# Рао Ранмал
Ранмал (гінді रणमल; 1392 — 1438) — рао Марвару в 1428—1438 роках.

## Життєпис
Походив з династії Ратхор. Старший син рао Чунди. Його матір'ю була Сурам з клану Санхалі. Народився 1392 року. Замолоду позбавлений прав на трон на користь свого зведеного брата Канхи, матір'ю якого була представниця Гуджара-Пратіхара, завдяки шлюбу з якою Чунда отримав Мандор.
На початку 1400-х років перебрався до двору Лакга Сінґха Сесодія, магарани Мевару. Після смерті останнього 1421 року підтримав сестру Ганса баї у протистоянні з чундою, сином Лакга Сінґха, за право бути регентом при малолітньому магарані Мокал Сінґхі. Спочатку відбив спроби Фіруз-хана, намісника Нагура. Потім боровся проти клану Хада (раджей Бунді). У 1425—1427 роках сприяв успішному протистоянню делійському султану Мубарак-шаху.
1428 року помирає його батько, а через декілька місяців брат — рао Канха. В результаті влада переходить до Ранмала. Зумів захопити князівство Джанглу та область Бікампур, завдавши поразки раджі Келана з клану Бгаті. Потім переміг хасан-хана, захопивши Джалор, після чого відвоював Нагаур, Надол, Джайтаран і Соджат.
Для поліпшення торгівлі та оподаткування впровадив низку реформ, зокрема удосконалив систему мір та ваг. Опікувався розбудовою міст та зведенням укріплень.
1432 року прийшов на допомогу Мевару у протистоянні з гуджаратським султаном Ахмед-шаха I. 1433 року після вбивства Мокал Сінґха прибув до Мевару, де переміг заколотників Чача і Мера, що намагалися захопити владу. Вдруге став регентом Мевару — тепер при малолітньому Кумбхі. Мусив захищати Мевар від вторгнення численних ворогів — клану Хада з Бунді, Парамара з Арбуди (васала Гуджаратського султаната), повсталих князівств Бхула та Басангарх. Завершенням стала перемога 1437 року над армією малавського султана Махмуд Шаха I біля Сарангпура, внаслідок чого султан потрапив у полон.
Потім вступив у протистояння з рагандевом, стрийком Кумбхи, який побоювався надмірної влади Ранмала. Кожен став готуватися до протистояння, але зрештою останній влаштував Рагандеву засідку, вбивши того. У відповідь в жовтні 1438 року частина знаті за підтримки Чунди (іншого стрийка магарани Кумбхи) та Бгармалі, дружини Ранмала і доньки Чача, якого страчено, влаштували змову. На свято дівалі Ранмала споїли в фортеці Читтор, оскільки той мав неабияку силу, після чого змовники вбили його. Це спричинило протистояння з сином Ранмала — Джодхою, — котрий перебрав владу в Марварському князівстві.